# Liste der Kulturdenkmale in Kaltenborn (Colditz)
In der Liste der Kulturdenkmale in Kaltenborn sind die Kulturdenkmale des Colditzer Ortsteils Kaltenborn verzeichnet, die bis Mai 2024 vom Landesamt für Denkmalpflege Sachsen erfasst wurden (ohne archäologische Kulturdenkmale). Die Anmerkungen sind zu beachten.
Diese Aufzählung ist eine Teilmenge der Liste der Kulturdenkmale in Colditz.

## Kaltenborn
| Bild           | Bezeichnung                                                        | Lage                         | Datierung                 | Beschreibung | ID       |
| -------------- | ------------------------------------------------------------------ | ---------------------------- | ------------------------- | --- | -------- |
| Weitere Bilder | Scheune eines Dreiseithofes                                        | Zollwitzer Straße 2 (Karte)  | Datiert 1688              | Sehr alter Fachwerkbau, regional- und baugeschichtliche Bedeutung. Fachwerk mit Lehmausfachung, Verblattungen, Satteldach, zweitorig, Türsturz mit Datierung 1688, wichtiges Zeugnis für die Kulturlandschaft.                  | 08971174 |
| Weitere Bilder | Ehemaliges Armenhaus                                               | Zollwitzer Straße 7 (Karte)  | 1. Hälfte 19. Jahrhundert | Putzbau mit Krüppelwalmdach, orts- und sozialgeschichtliche Bedeutung. Putzbau, Ziegelmauerwerk, Krüppelwalmdach, Schieferdeckung, Putzfaschen.                                                                                 | 08971173 |
| Weitere Bilder | Zwei Seitengebäude, Scheune und Hofpflasterung eines Vierseithofes | Zollwitzer Straße 16 (Karte) | Um 1840                   | Zeit- und landschaftstypische Fachwerkbauten, heimat- und baugeschichtliche Bedeutung; Bedeutung für die Kulturlandschaft. Fachwerkbauten über massivem Erdgeschoss, Krüppelwalmdächer, Auszugshaus bezeichnet mit „19 HV. 14“. | 08971175 |

## Tabellenlegende
- Bild: Bild des Kulturdenkmals, ggf. zusätzlich mit einem Link zu weiteren Fotos des Kulturdenkmals im Medienarchiv Wikimedia Commons. Wenn man auf das Kamerasymbol klickt, können Fotos zu Kulturdenkmalen aus dieser Liste hochgeladen werden:
- Bezeichnung: Denkmalgeschützte Objekte und ggf. Bauwerksname des Kulturdenkmals
- Lage: Straßenname und Hausnummer oder Flurstücknummer des Kulturdenkmals. Die Grundsortierung der Liste erfolgt nach dieser Adresse. Der Link (Karte) führt zu verschiedenen Kartendiensten mit der Position des Kulturdenkmals. Fehlt dieser Link, wurden die Koordinaten noch nicht eingetragen. Sind diese bekannt, können sie über ein Tool mit einer Kartenansicht einfach nachgetragen werden. In dieser Kartenansicht sind Kulturdenkmale ohne Koordinaten mit einem roten bzw. orangen Marker dargestellt und können durch Verschieben auf die richtige Position in der Karte mit Koordinaten versehen werden. Kulturdenkmale ohne Bild sind an einem blauen bzw. roten Marker erkennbar.
- Datierung: Baubeginn, Fertigstellung, Datum der Erstnennung oder grobe zeitliche Einordnung entsprechend des Eintrags in der sächsischen Denkmaldatenbank
- Beschreibung: Kurzcharakteristik des Kulturdenkmals entsprechend des Eintrags in der sächsischen Denkmaldatenbank, ggf. ergänzt durch die dort nur selten veröffentlichten Erfassungstexte oder zusätzliche Informationen
- ID: Vom Landesamt für Denkmalpflege Sachsen vergebene, das Kulturdenkmal eindeutig identifizierende Objekt-Nummer. Der Link führt zum PDF-Denkmaldokument des Landesamtes für Denkmalpflege Sachsen. Bei ehemaligen Kulturdenkmalen können die Objektnummern unbekannt sein und deshalb fehlen bzw. die Links von aus der Datenbank entfernten Objektnummern ins Leere führen. Ein ggf. vorhandenes Icon  führt zu den Angaben des Kulturdenkmals bei Wikidata.